# Paľo Bielik
Paľo Bielik, noto anche con lo pseudonimo di Ján Bukva (Banská Bystrica, 11 dicembre 1910 – Bratislava, 23 aprile 1983), è stato un attore, regista e sceneggiatore slovacco, personalità fondamentale del cinema slovacco.

## Biografia
Sposò l'attrice Marta Černická-Bieliková.
Dopo aver terminato la scuola professionale metallurgica di Banská Bystrica (1929), fu impiegato in diversi lavori (disegnatore, montatore, commesso, gendarme). Recitò al teatro amatoriale di Banská Bystrica e nel ruolo di Jánošík dell'omonimo dramma di J. Mahen, fu scoperto da Karel Plicka, che lo raccomandò a Martin Frič per il ruolo del protagonista del film Jánošík (1935). Il successo del film lo portò al Teatro Nazionale Slovacco di Bratislava, dove si esibì dal 1939 al 1942. Dal 1943 al 1945 lavorò come regista di cortometraggi per la casa cinematografica Nástup. Durante l'Insurrezione nazionale slovacca realizzò spezzoni documentari dei combattimenti con Karol Krška, da cui trasse origine il documentario Za slobodu del 1945. Dopo il 1945 divenne regista di lungometraggi, che ebbero una grande successo del pubblico.
Nel 1955 lo Stato gli conferì il titolo di artista meritevole e nel 1968 quello di artista nazionale.

## Filmografia
- 1935: Janosik il bandito (Jánošík) (attore nel ruolo di Juro Jánošík)
- 1937: Hordubalové (attore nel ruolo di Michal Hordubal)
- 1947: Čapkovy povídky (attore nel ruolo del capitano Havelka)
- 1947: Varúj...! (attore nel ruolo di Ondrej Muranica)
- 1948: Vlčie diery (regista e attore nel ruolo di Dičo)
- 1950: Priehrada (regista)
- 1952: Lazy sa pohli (regista)
- 1953: V piatok trinásteho (regista)
- 1956: Nie je Adam ako Adam (regista – mediometraggio)
- 1957: Štyridsaťštyri (regista)
- 1959: Kapitán Dabač (regista)
- 1962-63: Jánošík I-II (regista)
- 1966: Majster kat (regista)
- 1968: Traja svedkovia (regista)